# Dmitri Michejewitsch Melkich
Dmitri Michejewitsch Melkich (russisch Дмитрий Михеевич Мелких; * 31. Januarjul. / 12. Februar 1885greg. in Moskau; † 22. Februar 1943 ebenda) war ein russischer Komponist.
Nach dem Studium, u. a. bei Boleslaw Jaworskyj am Volkskonservatorium, unterrichtete Melkich bis 1925 Musiktheorie am Konservatorium von Moskau, danach lebte er dort als Komponist, Musiklehrer und -schriftsteller. Er komponierte eine Oper, drei Sinfonien, sinfonische Dichtungen, Sinfonische Skizzen, ein Epitaph, vier Streichquartette, Klaviersonaten und Liederzyklen.